# Nirvanas diskografi
Nirvana var ett amerikanskt rockband från Aberdeen, Washington, grundat 1987. Bandet bestod av sångaren och gitarristen Kurt Cobain, basisten Krist Novoselic och trumslagaren Dave Grohl. Under sin verksamma tid släppte Nirvana tre studioalbum, femton singlar och sju musikvideor, där deras debutalbum, Bleach, lanserades 1989. Detta album nådde inte några högre placeringar på topplistorna världen över, men har sedan det släpptes uppnått platinastatus i USA. En singel, "Love Buzz", släpptes från albumet men den nådde inte upp på någon topplista. 
Nirvanas genombrott kom 1991 med lanseringen av Nevermind, vilket blev ett av de bäst säljande alternativa rockalbumen under 1990-talet. Albumet nådde plats 1 på de amerikanska, svenska, finska och kanadensiska topplistorna och har sedan dess uppnått diamantstatus i USA, Kanada och Frankrike. Från Nevermind släpptes singlarna "Smells Like Teen Spirit", "Come as You Are", "Lithium" och "In Bloom", där "Smells Like Teen Spirit" blev bandets största kommersiella framgång och singeln har sedan lanseringen uppnått platinastatus i USA. Två år senare släpptes Nirvanas tredje och sista studioalbum under namnet In Utero. Även detta album gav bandet stora kommersiella framgångar fastän försäljningssiffrorna inte nådde de av Nevermind, vilket bandets medlemmar från en början hade trott. In Utero uppnådde plats 1 på de amerikanska, svenska och brittiska topplistorna och har sedan dess uppnått platinastatus i USA, Kanada och Frankrike.
Nirvana splittrades 1994 sedan Cobain hade avlidit i april samma år. Flera postuma samlingsalbum har släppts av de kvarvarande bandmedlemmarna och lanseringen av ett av dessa, Nirvana med den tidigare osläppta låten "You Know You're Right", ledde till en rättegång mellan Novoselic, Grohl och Cobains änka Courtney Love. I mars 2006 sålde Love rättigheterna till flera av Nirvanas låtar till Lawrence "Larry" Mestel från Primary Wave Music Publishing. Love har även sagt att hon äger 109 kassettband av Cobain, där vissa av dessa innehåller medverkan från de andra medlemmarna av Nirvana. Flera av låtarna från dessa kassettband släpptes på With the Lights Out och Sliver: The Best of the Box. Brett Morgen, regissören av Kurt Cobain: Montage of Heck, gick igenom över 108 kassettband av Cobain med över 200 timmars material vid arbetet med sin dokumentärfilm. Sedan sin debut har Nirvana sålt över 75 miljoner kopior världen över.

## Album

### Studioalbum
| År                                                    | Albuminformation | Högsta listplaceringar | Högsta listplaceringar | Högsta listplaceringar | Högsta listplaceringar | Högsta listplaceringar | Högsta listplaceringar | Högsta listplaceringar | Högsta listplaceringar | Högsta listplaceringar | Högsta listplaceringar | Högsta listplaceringar | Högsta listplaceringar | Högsta listplaceringar | Högsta listplaceringar | Högsta listplaceringar | Högsta listplaceringar | Högsta listplaceringar | Certifikat |
| År                                                    | Albuminformation | AUS                    | BEL                    | FIN                    | FRA                    | ITA                    | JAP                    | KAN                    | NL                     | NOR                    | NZ                     | SCH                    | SPA                    | SVE                    | TYS                    | UK                     | USA                    | ÖST                    | Certifikat |
| ----------------------------------------------------- | --- | ---------------------- | ---------------------- | ---------------------- | ---------------------- | ---------------------- | ---------------------- | ---------------------- | ---------------------- | ---------------------- | ---------------------- | ---------------------- | ---------------------- | ---------------------- | ---------------------- | ---------------------- | ---------------------- | ---------------------- | --- |
| 1989                                                  | Bleach - Släppt: augusti 1989 - Skivbolag: Tupelo Recording Company (TUP LP6) - Format: LP, CD, kassettband          | 34                     | 23                     | 22                     | —                      | —                      | 46                     | —                      | —                      | —                      | 30                     | —                      | —                      | —                      | 24                     | 33                     | 89                     | 26                     | - Storbritannien: Platina - USA: Platina - Frankrike: 2× guld - Kanada: Guld - Polen: Guld |
| 1991                                                  | Nevermind - Släppt: 23 augusti 1991 - Skivbolag: Geffen Records (DGCD 24425) - Format: LP, CD, kassettband, DCC, UMD | 2                      | 7                      | 1                      | 1                      | 20                     | 24                     | 1                      | 3                      | 2                      | 2                      | 2                      | 12                     | 1                      | 3                      | 5                      | 1                      | 2                      | - Frankrike: Diamant - Kanada: Diamant - USA: Diamant - Storbritannien: 5× platina - Belgien: 3× platina - Tyskland: 2× platina - Brasilien: Platina - Italien: Platina - Polen: Platina - Schweiz: Platina - Österrike: Platina - Finland: Guld - Sverige: Guld |
| 1993                                                  | In Utero - Släppt: 13 september 1993 - Skivbolag: Geffen Records (GED 24536) - Format: CD, LP, kassettband           | 2                      | 47                     | 6                      | 2                      | —                      | 13                     | 3                      | 4                      | 7                      | 3                      | 16                     | —                      | 1                      | 14                     | 1                      | 1                      | 8                      | - Kanada: 6× platina - USA: 5× platina - Nya Zeeland: 3× platina - Storbritannien: 2× platina - Frankrike: Platina - Brasilien: Guld - Italien: Guld - Norge: Guld - Polen: Guld - Sverige: Guld - Tyskland: Guld - Österrike: Guld                              |
| "—" betecknar att albumet inte tog sig upp på listan. | |                        |                        |                        |                        |                        |                        |                        |                        |                        |                        |                        |                        |                        |                        |                        |                        |                        | |

### Livealbum
| År                                                    | Albuminformation | Högsta listplaceringar | Högsta listplaceringar | Högsta listplaceringar | Högsta listplaceringar | Högsta listplaceringar | Högsta listplaceringar | Högsta listplaceringar | Högsta listplaceringar | Högsta listplaceringar | Högsta listplaceringar | Högsta listplaceringar | Högsta listplaceringar | Högsta listplaceringar | Högsta listplaceringar | Högsta listplaceringar | Högsta listplaceringar | Högsta listplaceringar | Högsta listplaceringar | Certifikat |
| År                                                    | Albuminformation | AUS                    | BEL                    | FIN                    | FRA                    | GRE                    | JAP                    | KAN                    | MEX                    | NL                     | NOR                    | NZ                     | SCH                    | SPA                    | SVE                    | TYS                    | UK                     | USA                    | ÖST                    | Certifikat |
| ----------------------------------------------------- | --- | ---------------------- | ---------------------- | ---------------------- | ---------------------- | ---------------------- | ---------------------- | ---------------------- | ---------------------- | ---------------------- | ---------------------- | ---------------------- | ---------------------- | ---------------------- | ---------------------- | ---------------------- | ---------------------- | ---------------------- | ---------------------- | --- |
| 1992                                                  | Nevermind, It's an Interview - Släppt: 1992 - Skivbolag: Geffen Records (PRO-CD-4382) - Format: CD                                              | —                      | —                      | —                      | —                      | —                      | —                      | —                      | —                      | —                      | —                      | —                      | —                      | —                      | —                      | —                      | —                      | —                      | —                      | |
| 1994                                                  | MTV Unplugged in New York - Släppt: 31 oktober 1994 - Skivbolag: Geffen Records (GED 24727) - Format: CD, LP, kassettband                       | 1                      | 3                      | 3                      | 1                      | 47                     | 20                     | 1                      | —                      | 2                      | 6                      | 1                      | 3                      | 1                      | 2                      | 6                      | 1                      | 1                      | 1                      | - Kanada: 9× platina - USA: 5× platina - Belgien: 3× platina - Europa: 2× platina - Frankrike: 2× platina - Schweiz: 2× platina - Spanien: 2× platina - Storbritannien: 2× platina - Österrike: 2× platina - Brasilien: Platina - Japan: Platina - Norge: Platina - Polen: Platina - Finland: Guld - Italien: Guld - Sverige: Guld |
| 1996                                                  | From the Muddy Banks of the Wishkah - Släppt: 6 oktober 1996 - Skivbolag: Geffen Records (GED 25105) - Format: CD, LP, kassettband              | 1                      | 4                      | 2                      | 1                      | —                      | 12                     | 1                      | —                      | 14                     | 8                      | 2                      | 9                      | —                      | 6                      | 38                     | 4                      | 1                      | 3                      | - Frankrike: 2× platina - Kanada: 2× platina - USA: Platina - Storbritannien: Guld - Österrike: Guld |
| 2009                                                  | Live at Reading - Släppt: 2 november 2009 - Skivbolag: DGC Records, Universal Music Group (#06025 272 037-37) - Format: CD, CD+DVD, dubbelalbum | —                      | 71                     | —                      | —                      | 16                     | 7                      | 17                     | 59                     | 64                     | 28                     | 33                     | 97                     | —                      | —                      | 66                     | 32                     | 37                     | 28                     | - Storbritannien: Silver |
| "—" betecknar att albumet inte tog sig upp på listan. | |                        |                        |                        |                        |                        |                        |                        |                        |                        |                        |                        |                        |                        |                        |                        |                        |                        |                        | |

### Samlingsalbum
| År                                                    | Albuminformation                                                                                                | Högsta listplaceringar | Högsta listplaceringar | Högsta listplaceringar | Högsta listplaceringar | Högsta listplaceringar | Högsta listplaceringar | Högsta listplaceringar | Högsta listplaceringar | Högsta listplaceringar | Högsta listplaceringar | Högsta listplaceringar | Högsta listplaceringar | Högsta listplaceringar | Högsta listplaceringar | Högsta listplaceringar | Högsta listplaceringar | Högsta listplaceringar | Högsta listplaceringar | Certifikat |
| År                                                    | Albuminformation                                                                                                | AUS                    | BEL                    | FIN                    | FRA                    | GRE                    | ITA                    | JAP                    | KAN                    | NL                     | NOR                    | NZ                     | SCH                    | SPA                    | SVE                    | TYS                    | UK                     | USA                    | ÖST                    | Certifikat |
| ----------------------------------------------------- | --- | ---------------------- | ---------------------- | ---------------------- | ---------------------- | ---------------------- | ---------------------- | ---------------------- | ---------------------- | ---------------------- | ---------------------- | ---------------------- | ---------------------- | ---------------------- | ---------------------- | ---------------------- | ---------------------- | ---------------------- | ---------------------- | --- |
| 1992                                                  | Incesticide - Släppt: 14 december 1992 - Skivbolag: Geffen Records (GED 24504) - Format: CD, LP, kassettband    | 22                     | —                      | 16                     | 28                     | —                      | —                      | 50                     | 21                     | 31                     | —                      | 23                     | 18                     | —                      | 27                     | 40                     | 14                     | 39                     | 10                     | - Kanada: 2× platina - Storbritannien: Platina - USA: Platina - Frankrike: Guld |
| 2002                                                  | Nirvana - Släppt: 28 oktober 2002 - Skivbolag: Geffen Records (#493 523-2) - Format: CD, LP, HFPA               | 1                      | 2                      | 9                      | 85                     | —                      | 6                      | 6                      | 2                      | 12                     | 5                      | 2                      | 2                      | 28                     | 10                     | 5                      | 3                      | 3                      | 1                      | - Australien: 5× platina - Storbritannien: 3× platina - Europa: 2× platina - USA: 2× platina - Belgien: Platina - Brasilien: Platina - Italien: Platina - Norge: Platina - Schweiz: Platina - Österrike: Platina - Finland: Guld - Frankrike: Guld - Spanien: Guld - Sverige: Guld |
| 2005                                                  | Sliver: The Best of the Box - Släppt: 2 november 2005 - Skivbolag: Geffen Records (#602498867181) - Format: CD  | 95                     | —                      | —                      | 19                     | —                      | —                      | 33                     | —                      | —                      | —                      | —                      | 87                     | —                      | —                      | 97                     | 56                     | 21                     | 26                     | |
| 2010                                                  | Icon - Släppt: 31 augusti 2010 - Skivbolag: Geffen Records, Universal Music Group (#0602527473260) - Format: CD | —                      | —                      | —                      | —                      | 37                     | —                      | —                      | —                      | —                      | —                      | —                      | —                      | —                      | —                      | —                      | —                      | —                      | —                      | - Kanada: Guld |
| "—" betecknar att albumet inte tog sig upp på listan. | |                        |                        |                        |                        |                        |                        |                        |                        |                        |                        |                        |                        |                        |                        |                        |                        |                        |                        | |

## Samlingsboxar
| År                                                  | Boxinformation | Högsta listplaceringar | Högsta listplaceringar | Högsta listplaceringar | Högsta listplaceringar | Högsta listplaceringar | Högsta listplaceringar | Högsta listplaceringar | Högsta listplaceringar | Högsta listplaceringar | Högsta listplaceringar | Högsta listplaceringar | Högsta listplaceringar | Högsta listplaceringar | Certifikat                              |
| År                                                  | Boxinformation | BEL                    | DAN                    | FRA                    | JAP                    | KAN                    | NL                     | NOR                    | NZ                     | SCH                    | TYS                    | UK                     | USA                    | ÖST                    | Certifikat                              |
| --------------------------------------------------- | --- | ---------------------- | ---------------------- | ---------------------- | ---------------------- | ---------------------- | ---------------------- | ---------------------- | ---------------------- | ---------------------- | ---------------------- | ---------------------- | ---------------------- | ---------------------- | --------------------------------------- |
| 1995                                                | Singles - Släppt: december 1995 - Skivbolag: Geffen Records (GED 24901) - Format: CD                                                        | —                      | 7                      | 17                     | —                      | —                      | —                      | —                      | —                      | —                      | —                      | 101                    | —                      | —                      |                                         |
| 2004                                                | With the Lights Out - Släppt: 23 november 2004 - Skivbolag: Geffen Records (B0003727-00) - Format: CD+DVD                                   | 21                     | —                      | 20                     | 16                     | 10                     | 65                     | 31                     | 39                     | 28                     | 48                     | 56                     | 19                     | 34                     | - USA: Platina - Storbritannien: Silver |
| 2011                                                | Nevermind: The Singles - Släppt: 25 november 2011 - Skivbolag: DGC Records, Sub Pop, Universal Music Enterprises (B0016231-01) - Format: LP | —                      | —                      | —                      | —                      | —                      | —                      | —                      | —                      | —                      | —                      | —                      | —                      | —                      |                                         |
| "—" betecknar att boxen inte tog sig upp på listan. | |                        |                        |                        |                        |                        |                        |                        |                        |                        |                        |                        |                        |                        |                                         |

## EP-skivor
| År                                                    | Albuminformation                                                                              | Högsta listplaceringar | Högsta listplaceringar | Högsta listplaceringar |
| År                                                    | Albuminformation                                                                              | AUS                    | JAP                    | UK                     |
| ----------------------------------------------------- | --------------------------------------------------------------------------------------------- | ---------------------- | ---------------------- | ---------------------- |
| 1989                                                  | Blew - Släppt: december 1989 - Skivbolag: Tupelo Recording Company (TUPEP 8) - Format: LP, CD | —                      | —                      | 1                      |
| 1991                                                  | Hormoaning - Släppt: december 1991 - Skivbolag: DGC Records (GEFD 21711) - Format: CD, LP     | 2                      | 67                     | —                      |
| "—" betecknar att albumet inte tog sig upp på listan. |                                                                                               |                        |                        |                        |

## Singelskivor

### Singlar
| År                                                    | Titel                     | Högsta listplaceringar | Högsta listplaceringar | Högsta listplaceringar | Högsta listplaceringar | Högsta listplaceringar | Högsta listplaceringar | Högsta listplaceringar | Högsta listplaceringar | Högsta listplaceringar | Högsta listplaceringar | Högsta listplaceringar | Högsta listplaceringar | Högsta listplaceringar | Högsta listplaceringar | Högsta listplaceringar | Högsta listplaceringar | Högsta listplaceringar | Högsta listplaceringar | Högsta listplaceringar | Certifikat | Album     |
| År                                                    | Titel                     | AUS                    | BEL                    | FIN                    | FRA                    | IRL                    | ITA                    | KAN                    | NL                     | NOR                    | NZ                     | SCH                    | SPA                    | SVE                    | TYS                    | UK                     | USA                    | USA                    | USA                    | ÖST                    | Certifikat | Album     |
| ----------------------------------------------------- | ------------------------- | ---------------------- | ---------------------- | ---------------------- | ---------------------- | ---------------------- | ---------------------- | ---------------------- | ---------------------- | ---------------------- | ---------------------- | ---------------------- | ---------------------- | ---------------------- | ---------------------- | ---------------------- | ---------------------- | ---------------------- | ---------------------- | ---------------------- | --- | --------- |
| 1988                                                  | "Love Buzz"               | —                      | —                      | —                      | —                      | —                      | —                      | —                      | —                      | —                      | —                      | —                      | —                      | —                      | —                      | —                      | —                      | —                      | —                      | —                      | | Bleach    |
| 1990                                                  | "Sliver"                  | —                      | —                      | —                      | —                      | 23                     | —                      | —                      | —                      | —                      | —                      | —                      | —                      | —                      | —                      | 90                     | 19                     | —                      | —                      | —                      | Inget album |           |
| 1991                                                  | "Smells Like Teen Spirit" | 5                      | 1                      | 8                      | 1                      | 15                     | 6                      | 9                      | 3                      | 2                      | 1                      | 6                      | —                      | 3                      | 2                      | 7                      | 1                      | 6                      | 7                      | 8                      | - Italien: 2× platina - Danmark: Platina - Storbritannien: Platina - USA: Platina (fysiskt format) - Australien: Guld - Sverige: Guld - USA: Guld (digitalt format) | Nevermind |
| 1992                                                  | "Come as You Are"         | 25                     | 15                     | 8                      | 12                     | 7                      | 8                      | 27                     | 16                     | —                      | 3                      | 21                     | 16                     | 24                     | 22                     | 9                      | 3                      | 32                     | 3                      | 28                     | - Italien: Guld - Storbritannien: Guld | Nevermind |
| 1992                                                  | "Lithium"                 | 53                     | 28                     | 1                      | —                      | 5                      | 16                     | 83                     | 17                     | —                      | 28                     | —                      | 13                     | —                      | —                      | 11                     | 25                     | 64                     | 16                     | —                      | - Storbritannien: Silver | Nevermind |
| 1992                                                  | "In Bloom"                | 73                     | —                      | 16                     | —                      | 7                      | —                      | —                      | 87                     | —                      | 20                     | —                      | —                      | 30                     | —                      | 28                     | —                      | —                      | 5                      | —                      | | Nevermind |
| 1993                                                  | "Heart-Shaped Box"        | 21                     | 31                     | 14                     | 37                     | 6                      | —                      | 17                     | 36                     | —                      | 9                      | —                      | —                      | 16                     | —                      | 5                      | 1                      | —                      | 4                      | —                      | In Utero |           |
| 1993                                                  | "All Apologies"/"Rape Me" | 58                     | 43                     | —                      | 20                     | 20                     | —                      | 41                     | —                      | —                      | 32                     | —                      | —                      | —                      | —                      | 32                     | 1                      | —                      | 4                      | —                      | In Utero |           |
| 1994                                                  | "Pennyroyal Tea"          | —                      | —                      | —                      | —                      | —                      | —                      | —                      | —                      | —                      | —                      | —                      | —                      | —                      | —                      | 121                    | —                      | —                      | —                      | —                      | In Utero |           |
| 1994                                                  | "About a Girl"            | 4                      | 13                     | 8                      | 23                     | —                      | 21                     | 10                     | 22                     | —                      | —                      | —                      | —                      | 20                     | —                      | —                      | 1                      | —                      | 3                      | —                      | MTV Unplugged in New York |           |
| "—" betecknar att singeln inte tog sig upp på listan. |                           |                        |                        |                        |                        |                        |                        |                        |                        |                        |                        |                        |                        |                        |                        |                        |                        |                        |                        |                        | |           |

### Promosinglar
| År                                                    | Titel                            | Högsta listplaceringar | Högsta listplaceringar | Högsta listplaceringar | Högsta listplaceringar | Högsta listplaceringar | Högsta listplaceringar | Högsta listplaceringar | Album                               |
| År                                                    | Titel                            | BEL                    | FIN                    | FRA                    | KAN                    | USA                    | USA                    | USA                    | Album                               |
| ----------------------------------------------------- | -------------------------------- | ---------------------- | ---------------------- | ---------------------- | ---------------------- | ---------------------- | ---------------------- | ---------------------- | ----------------------------------- |
| 1991                                                  | "On a Plain"                     | —                      | —                      | —                      | —                      | 25                     | —                      | —                      | Nevermind                           |
| 1992                                                  | "Molly's Lips"                   | —                      | —                      | —                      | —                      | —                      | —                      | —                      | Incesticide                         |
| 1994                                                  | "All Apologies"                  | —                      | —                      | —                      | —                      | —                      | —                      | —                      | MTV Unplugged in New York           |
| 1994                                                  | "Polly"                          | —                      | —                      | —                      | —                      | —                      | —                      | —                      | MTV Unplugged in New York           |
| 1994                                                  | "The Man Who Sold the World"     | 40                     | —                      | 34                     | 22                     | 6                      | —                      | 12                     | MTV Unplugged in New York           |
| 1994                                                  | "Where Did You Sleep Last Night" | —                      | —                      | 62                     | —                      | —                      | —                      | —                      | MTV Unplugged in New York           |
| 1994                                                  | "Lake of Fire"                   | —                      | —                      | —                      | —                      | —                      | —                      | 22                     | MTV Unplugged in New York           |
| 1996                                                  | "Aneurysm"                       | —                      | 40                     | —                      | 49                     | 13                     | —                      | 11                     | From the Muddy Banks of the Wishkah |
| 1996                                                  | "Drain You"                      | —                      | —                      | —                      | —                      | —                      | —                      | —                      | From the Muddy Banks of the Wishkah |
| 2002                                                  | "You Know You're Right"          | —                      | 45                     | —                      | —                      | 1                      | 45                     | 1                      | Nirvana                             |
| "—" betecknar att singeln inte tog sig upp på listan. |                                  |                        |                        |                        |                        |                        |                        |                        |                                     |

### Splitsinglar
| År                                                    | Titel                                | Tillsammans med  | Högsta listplaceringar |
| År                                                    | Titel                                | Tillsammans med  | UK                     |
| ----------------------------------------------------- | ------------------------------------ | ---------------- | ---------------------- |
| 1991                                                  | "Candy"/"Molly's Lips"               | The Fluid        | —                      |
| 1991                                                  | "Here She Comes Now"/"Venus in Furs" | The Melvins      | —                      |
| 1993                                                  | "Puss"/"Oh, the Guilt"               | The Jesus Lizard | 12                     |
| "—" betecknar att singeln inte tog sig upp på listan. |                                      |                  |                        |

## Videoalbum
| År                                                         | Albuminformation | Högsta listplaceringar | Högsta listplaceringar | Högsta listplaceringar | Högsta listplaceringar | Högsta listplaceringar | Högsta listplaceringar | Högsta listplaceringar | Högsta listplaceringar | Högsta listplaceringar | Certifikat |
| År                                                         | Albuminformation | AUS                    | BEL                    | FIN                    | NOR                    | NZ                     | SVE                    | TYS                    | UK                     | USA                    | Certifikat |
| ---------------------------------------------------------- | --- | ---------------------- | ---------------------- | ---------------------- | ---------------------- | ---------------------- | ---------------------- | ---------------------- | ---------------------- | ---------------------- | --- |
| 1994                                                       | Live! Tonight! Sold Out!! - Släppt: 15 november 1994 - Skivbolag: Geffen Home Video (GEV-39541) - Format: VHS, laserdisc, DVD                       | 9                      | —                      | —                      | —                      | 6                      | —                      | —                      | —                      | 2                      | - USA: 3× platina - Kanada: 2× platina - Storbritannien: 2× platina - Australien: Platina - Nya Zeeland: Platina |
| 2005                                                       | Classic Albums: Nirvana – Nevermind - Släppt: 28 mars 2005 - Skivbolag: Eagle Vision, Isis Productions (EREDV436) - Format: DVD                     | 13                     | —                      | 3                      | 3                      | —                      | 17                     | 91                     | —                      | —                      | - Australien: Platina - USA: Platina - Nya Zeeland: Guld                                                         |
| 2007                                                       | MTV Unplugged in New York - Släppt: 19 november 2007 - Skivbolag: DGC Records (#0602517506305) - Format: DVD                                        | 3                      | —                      | —                      | —                      | —                      | 16                     | —                      | —                      | 6                      | - Australien: Platina - Nya Zeeland: Platina - Storbritannien: Platina                                           |
| 2009                                                       | Live at Reading - Släppt: 2 november 2009 - Skivbolag: DGC Records, Universal Music Group (#06025272037-37) - Format: DVD                           | 4                      | —                      | —                      | —                      | —                      | —                      | —                      | —                      | 1                      | - Nya Zeeland: Guld                                                                                              |
| 2011                                                       | Live at the Paramount - Släppt: 26 september 2011 - Skivbolag: DGC Records (#0602527779003), Geffen Records (#0602527779010) - Format: Blu-ray, DVD | 1                      | —                      | —                      | —                      | 4                      | 6                      | —                      | —                      | 1                      | - Australien: Guld                                                                                               |
| 2013                                                       | Live and Loud - Släppt: 23 september 2013 - Skivbolag: DGC Records, Universal Music Group (#0602537539253) - Format: DVD                            | 2                      | 8                      | —                      | —                      | —                      | 13                     | —                      | 7                      | 1                      | |
| "—" betecknar att videoalbumet inte tog sig upp på listan. | |                        |                        |                        |                        |                        |                        |                        |                        |                        | |

## Musikvideor
| År   | Titel                     | Regissör(er)   |
| ---- | ------------------------- | -------------- |
| 1990 | "In Bloom"                | Steve Brown    |
| 1991 | "Smells Like Teen Spirit" | Samuel Bayer   |
| 1992 | "Come as You Are"         | Kevin Kerslake |
| 1992 | "Lithium"                 | Kevin Kerslake |
| 1992 | "In Bloom"                | Kevin Kerslake |
| 1993 | "Sliver"                  | Kevin Kerslake |
| 1993 | "Heart-Shaped Box"        | Anton Corbijn  |
| 2002 | "You Know You're Right"   | Chris Hafner   |

### Planerade musikvideor
| År   | Titel            | Regissör(er)     |
| ---- | ---------------- | ---------------- |
| 1993 | "All Apologies"  | —                |
| 1993 | "Rape Me"        | —                |
| 1994 | "Pennyroyal Tea" | Jeffery Plansker |

## Soundtracks
| År   | Titel                                       | Verk                                                                    |
| ---- | ------------------------------------------- | ----------------------------------------------------------------------- |
| 1988 | "Spank Thru"                                | Sub Pop 200 (album)                                                     |
| 1988 | "Spank Thru"                                | Sub Pop Rock City (album)                                               |
| 1989 | "Mexican Seafood"                           | Teriyaki Asthma (album)                                                 |
| 1990 | "Here She Comes Now"                        | Heaven & Hell: A Tribute to the Velvet Underground - Volume One (album) |
| 1991 | "Beeswax"                                   | Kill Rock Stars (album)                                                 |
| 1991 | "Dive"                                      | The Grunge Years (album)                                                |
| 1992 | "Do You Love Me?"                           | Hard to Believe: Kiss Covers Compilation (album)                        |
| 1992 | "Return of the Rat"                         | Eight Songs for Greg Sage and The Wipers (album)                        |
| 1993 | "Return of the Rat"                         | Fourteen Songs for Greg Sage and The Wipers (album)                     |
| 1993 | "Verse Chorus Verse"                        | No Alternative (album)                                                  |
| 1993 | "I Hate Myself and Want to Die"             | The Beavis and Butt-head Experience (album)                             |
| 1994 | "Pay to Play"                               | DGC Rarities, Vol. 1 (eller Geffen Rarities, Vol. 1) (album)            |
| 1996 | "Radio Friendly Unit Shifter" (liveversion) | Home Alive: The Art of Self Defense (album)                             |
| 1999 | "Rape Me" (liveversion)                     | Saturday Night Live: The Musical Performances, Vol. 2 (album)           |